# フトビ県
フトビ県（フトビ-けん）は、中華人民共和国新疆ウイグル自治区昌吉回族自治州に位置する県。

## 行政区画
6鎮、1民族郷を管轄：
- 鎮：クトゥビ鎮（クトゥバイ鎮、呼図壁鎮）、大豊鎮、チュルグル鎮（雀爾溝鎮）、二十里店鎮、園戸村鎮、五工台鎮
- 民族郷：タスバスパルダク・カザフ族郷（石梯子哈薩克族郷）